# Romantikus Erőszak
A Romantikus Erőszak, vagy ROMER (a rövidített alak is használatban van) egy 1994-ben alakult magyar rock zenekar. A zenekar művészetében radikális jobboldali nézeteket képvisel. Az együttes a nemzeti rock stílus egyik legjelentősebb képviselőjének számít. Lemezeik rendre a hivatalos magyar lemezeladási listák élén szerepelnek. Az együttes sok száz sikeres koncertet adott a Kárpát-medence egész területén, de felléptek Olaszországban és Lengyelországban is. Pályafutása során a magyar rockzene olyan jelentős együtteseivel játszott együtt a banda, mint az Edda, a P. Mobil, a Beatrice, a Kormorán, az Ismerős Arcok, a Korál, a Lord, a Mini, a Deák Bill Blues Band, a Rolls Frakció, az ős-P.Box, a Moby Dick, az Aurora, az ETA, az Action, a Pokolgép, az Ossian, a Kárpátia, a Kalapács, a Road, a Leander Kills, vagy Waszlavik Gazember László, valamint olyan nevezetes hazai Oi! együttesekkel osztották meg a színpadot, mint az Egészséges Fejbőr, az Oi-kor, vagy a Független Adó, a nemzetközi mezőnyből pedig koncerteztek többek között a Boots & Braces (D), az Armco (ITA) a Legittima Offesa (ITA) és a Kategorie C (D) társaságában is.

## Története

### Az első évtized: 1994–2004
A zenekar alapító tagjai, Dohy Péter, Csizmadia Kristóf és Sziva Balázs 1993 októberében kezdtek próbálni. 1994 márciusában lépett be Móritz Norbert és Oláh Krisztián. Az első években punkos rock and roll vonalat képviselő együttes a zenekart vezető Sziva javaslatára vette fel a Romantikus Erőszak nevet. Az elnevezéssel egyrészt arra a magányos és sokszor kilátástalan küzdelemre akart utalni, amely számtalanszor előfordult a magyar nemzet történelmében a török elleni küzdelmekben éppúgy, mint a szabadságharcainkban, vagy Trianon idején, másrészt Chicagóban létezett egy ilyen nevű csoportosulás (ismertebb nevén Chicago Area Skinheads) a nyolcvanas évek közepén, amelyről Szántó Gábor 1989-ben megjelent Bőrfejűek című könyvében Sziva olvasott.
Az első koncertjük 1994. május 21-én volt, majd decemberben felvették első demókazettájukat, mely 1995 márciusában jelent meg. A korai koncerteken és a demón két vokálos lány, Patay Zóra és Molnár Kriszta is szerepelt. Móritz a nyáron kiszállt a csapatból, de 1995. augusztus 23-án segítségével felléptek a Diákszigeten, a késői szervezés miatt csak rövid időt kaptak, így a rövidített időbe csak néhány dal fért bele, ennek ellenére pozitív volt a fogadtatás. Szeptemberben Oláh is kivált a csapatból. Az új basszusgitáros Lukács Dániel lett.
1996 februárjában az ismét visszatért Móritzcal két új dalt rögzítettek, ami az addigi egyszerűbb punkos stílushoz képest jóval progresszívabb és keményebb rockossága miatt a törzsközönség egy részénél nem lett sikeres. A tagok véleménye a zenekar jövőjét, mondanivalóját, zenei irányát és hovatartozását illetően komolyan különbözött és az együttesen belül is feszültséget okozott. Míg a zenekart vezető Sziva a nemzeti irányba szeretett volna továbblépni, addig Dohy és Csizmadia egy nemzetközi, angol nyelvű rockos irányvonalat képzelt el ideológiák nélkül. Ennek eredményeként Dohy Péter és Csizmadia Kristóf augusztusban otthagyta az együttest, ekkor csatlakozott rövid időre Faragó Péter és Zentai "Lapát" Attila, majd hosszabb szünet következett az együttes életében.
1997-ben egy, az első demóról kimásolt daluk felkerült egy német válogatás LP-re. Az együttes 1998. szeptember 28-án lépett újra a közönség elé a német Boots & Braces társaságában.
Az első hivatalos önálló CD-jük 2000 nyarán jelent meg, Magyar História X címmel (utalva az Amerikai história X c. filmre), ekkor Mogyorósi László, Móritz, Sziva alkotta a zenekart, Dohy néhány dal erejéig kisegített a felvételeken. Az élő fellépések miatt került a csapatba Mód Szabolcs, Kovács Richárd. Az új formáció először december 23-án lépett fel. 2001. január 19-én, az érdi lemezbemutató koncerten tömegverekedés tört ki. A dobok mögé Csermák Csaba, majd Németh Zsolt került. Decemberben nekiálltak az új album felvételeinek, mely 2002 februárjában jelent meg. A CD-n közreműködött a világhírű népzenész, ifj. Csoóri Sándor, aki a koncertekre is elkísérte a társulatot. A fellépések közben ismét dobos cserére került sor, Kováts Balázs lett az új ritmusfelelős, majd ezután nem sokkal később a gitáros, Mód Szabolcs hagyta el a Romantikus Erőszakot, akinek a helyére Talabér Péter érkezett. Augusztusban belépett Erdélyi Annamária is, aki hegedűjével még inkább folkos irányba mozdította el a hangzást.2003. január 10-én felléptek a Rock a kommunizmus ellen című rendezvényen, majd áprilisban elkezdték a Zárva a mennyország című albumuk felvételét. 2004. január 13-án Talabér Péter távozott, helyére az Egészséges Fejbőrből Vraskó János került. Augusztus 13-án megjelent egy multimédiás kiadványuk A Hadak Útján címmel, melyen első székelyföldi koncertjük felvételei, fényképek és videóklipek kaptak helyet.

### Dübörög a nemzeti rock: 2005–2011
2005. február 18-án megjelent a Boldogasszony Anyánk című album. 2006-tól az együttes fellép a Jobbik rendezvényein és más jobboldali szervezetek rendezvényein. 2007. november 9-én a Toldi Moziban mutatták be a Romantikus Erőszakról és rajongóiról készült Dübörög a nemzeti rock című dokumentumfilmet.

### Mindörökké Magyarország: 2011–napjainkig
Az új felállás 2012 augusztusában rögzítette a banda nyolcadik sorlemezét, amely a Mindörökké Magyarország címet kapta. Ehhez az albumhoz három videóklipet is készítettek, a címadó mellett a Visszatér és a Honvágy című dalokhoz. A CD Hammerworld Specialként a nagyobb újságárusoknál is kapható volt. 2012 október elején Sziva Balázs és Kovács Richárd egy, a volt kommunista vezetők luxusnyugdíjának megvonásáért tartott vonulásos tüntetésen Biszku Béla, az 1956-os szabadságharc leverését követő megtorlás belügyminiszterének házánál adták elő az Előre mind pesti srácok című dalt, a színpadként szolgáló teherautó platójáról.
A 2013-as évet Budapesten a Barba Negrában nyitotta a csapat a hagyományos márciusi koncertjével, ahová a rendkívüli havazás és ítéletidő ellenére is több száz ember jött el. A reménytelen hóhelyzet miatt az arra a hétvégére meghirdetett békési és csongrádi koncerteket le is kellett mondaniuk. 2013. március 22-én sorsdöntő összecsapás várt a magyar foci válogatottra az ősi rivális Románia ellen. A FIFA érthetetlen módon, egy érdekvédő szervezet feljelentése alapján, egy korábbi, Izrael elleni mérkőzés szurkolói megnyilvánulásai miatt elrendelte, hogy az év legfontosabb hazai találkozóját zárt kapuk mögött, nézők nélkül kell megrendezni. A válogatott szurkolói csoportja, a Carpathian Brigade szembeszállt ezzel az igazságtalan határozattal és szurkolói aktivitásra buzdította a FIFA döntése miatt a lelátóról kívül rekedt drukkereket. A CB által szervezett rendezvényen több nemzeti zenekar társaságában a Romantikus Erőszak is fellépett néhány dallal, közvetlenül a meccs kezdete előtt, a Puskás Ferenc stadion Dózsa György úti bejáratánál felépített színpadon 10 000 néző előtt. A koncert felvezetéséhez készült, Sziva Balázs-t ábrázoló fejszés plakát kiverte a biztosítékot a Klubrádiónál, de bemutatták az egyik legnézettebb román tévécsatorna, az Antena 3 híradójában is. A Hír TV Célpont című adása is foglalkozott a mérkőzéssel. A műsorban nyilatkozott Balázs és feltűnt a zenekar is. Szeptemberben Olaszországban léptek fel nagy sikerrel a II. Festival Borealon, majd a Hungaricával és a Beatricével közös „Őszi Hadjárat” elnevezésű hazai országjárásra indult az együttes, amely télen is folytatódott. Közben Pap Koppány dobos magánéleti elfoglaltságai miatt kilépett a bandából. Helyére Major Szabolcs ugrott be. December elején megjelent egy, a Romantikus Erőszak addigi pályafutását átfogó válogatás CD Jubileum címmel, amely húsz, javarészt újravett dalt tartalmazott. A korong DVD tokba csomagolva került a boltokba, amelyben egy 48 oldalas színes füzet is helyet kapott, a bandát évek óta fotózó Földeák Szonja legjobb fotóival.
A zenekar 2014. március 8-án Budapesten, a legendás Petőfi Csarnokban, 1500 fős közönség előtt ünnepelte két évtizedes fennállását. A koncert a Hazádnak rendületlenül alcímet kapta. A jubileumi évben a zenekar bemutatkozott Lengyelországban is. Az ottani legnagyobb jobboldali zenei rendezvényen, az Orle Gniazdo fesztiválon koncerteztek. 2014 szeptemberében rövid időre új dobos érkezett a bandába Nagy Levente személyében. Az együttes nem sokkal később ismét Major Szabolccsal folytatta tovább a még februárban megkezdett stúdiómunkálatokat a Szabadság, szerelem! című Petőfi-vers megzenésítésekből álló albumán, amely végül november 3-án látott napvilágot és a MAHASZ lista 7. helyén nyitott a megjelenés hetében. Október 23-án a banda már vele adott nagyszabású ünnepi koncertet Budapesten, a Club202-ben, amelyen a Petőfi lemez nyitódalához koncertklipet forgattak. 2014 decemberében a Facebook a közösségi elveinek megsértésére hivatkozva, minden ok nélkül törölte a zenekar, addigra már több, mint 40.000 kedvelőt számláló hivatalos profilját.
A 2015-ös év első fele a Petőfi album lemezbemutató turnéjának jegyében telt. A lemezbemutató koncertre március 15-én, egy különleges fővárosi szabadtéri helyszínen, a Petőfi szobornál került sor a Március 15.-e téren.
2015 áprilisában, megjelenésének tíz éves évfordulójára kijött a zenekar főszereplésével készült Dübörög a nemzeti rock című, mozikat és számos filmfesztivált is megjárt dokumentumfilm soundtrack CD-je. A kiadásnak érdekes aktualitást adott, hogy azzal egyidőben az Index.hu minden idők 10 legjobb magyar popkulturális zenés filmje közé választotta olyan alkotások társaságában, mint az Extázis 7-10-ig, a Kopaszkutya vagy a Rocktérítő.
2015 júniusában a banda frontembere Sziva Balázs szerepet vállalt az N1TV új vitaműsorában, amelyben ő és a nyolcadik kerületi rapper, DopeMan ütköztették a véleményüket. A műsorsorozat K.O. címmel került adásba és két évadot ért meg.
2015 szeptemberében a Romantikus Erőszak fellépett a Magyarország-Románia EB selejtező mérkőzés előtt a Népligetben.
2015 októberében újra vadonatúj dalokkal jelentkezett az együttes. Megjelent a magyar nemzeti színekről elnevezett A hazáért EP trilógiájuk első darabja a Piros.
2016 tavaszán, a HammerWorld magazin mellékleteként jött ki a Koronás címer a szíved felett című 17 dalos válogatásalbumuk, a nyári franciaországi foci Európa-bajnokságra időzítve. 2016. augusztus 20-án, az Államalapítás Ünnepén a P.Mobil és az Ismerős Arcok társaságában játszanak a Városligetben. Októberben a Fehérrel folytatódott az EP sorozat, amelyhez egy különleges videó is készült, az 1956-os szabadságharchoz kapcsolódó témájú tetoválások fotóival. 
2017. március 14-én került sor a nagyszabású SZIVA 40 koncertre Budapesten, a Barba Negra-ban, ahol Sziva Balázs minden korábbi és aktuális csapatával színpadra állt. A koncerten készült hanganyag keresztmetszete 2018 márciusában, a HammerWorld magazin mellékleteként jelent meg.
2019 március idusán újra megszervezték a Nemzeti Dal Ünnep-et Budapesten a Barba Negrában és ebben az évben Székelyudvarhelyen is megrendezésre került az esemény.

## Tagok

### Jelenlegi tagok
- Sziva Balázs – ének, akusztikus gitár, csörgő (1994–től napjainkig)
- Mód Szabolcs – szólógitár, akusztikus gitár (2000–2002 és 2011–től napjainkig)
- Kovács Richárd – basszusgitár (2000–től napjainkig)
- Bese Botond – magyar duda (2003–tól napjainkig)
- Major Szabolcs – dob (2011, 2014-től napjainkig)

### Vendégzenészek és turnén kisegítő tagok
- Szebeni Szilvia – ének
- Klopcsik László – gitár
- Tumbász Márton – hegedű, mandolin
- Tóth Zsombor – magyar duda, furulya
- Szlovák Dávid – trombita

### Korábbi tagok
- Csizmadia Kristóf – ritmusgitár, billentyű (1994–1996)
- Dohy Péter – dob (1994–2001)
- Móritz Norbert – basszusgitár (1994–1996)
- Patay Zóra – ének, háttérvokál (1994–1995)
- Molnár Krisztina – háttérvokál (1994–1995)
- Oláh Krisztián – gitár (1994–1998)
- Lukács Dániel – basszusgitár (1995)
- Kálló Tamás – dob (1998)
- Faragó Péter – basszusgitár (1998)
- Mogyorósi László – gitár (2000–2004)
- Németh Zsolt – dob (2001–2002), ritmusgitár (2002–2003)
- Kováts Balázs – dob (2002–2011)
- Talabér Péter – gitár (2002–2003 és 2007–2010)
- Erdélyi Annamária – hegedű (2002–2003)
- Vraskó János – gitár (2004–2007)
- Pap Koppány – dob (2011–2013)
- Nagy Levente – dob (2014)

## Diszkográfia

### Nagylemezek
- 1995. Demófelvétel
- 2000. december: Magyar História X
- 2002. február: Itthon vagyunk
- 2003. május: Zárva a Mennyország
- 2005. augusztus 3.: A mondák könyve
- 2006. október 16.: Minden vészen át
- 2009. március 9.: Árpád hős magzatjai
- 2010. március 22.: Keménymag
- 2011. november 11.: A Kárpátok dalai
- 2012. október 19.: Mindörökké Magyarország
- 2014. november 3.: Szabadság, Szerelem
- 2021. június 4.: Piros-fehér-zöld a színünk (a Carpathian Brigade-al)

### Koncertalbumok
- 2004. augusztus 13.: A Hadak Útján
- 2020. március 14.: Nemzeti Dal Ünnep

### EP-k, kislemezek
- 2003. október 22.: Szabadságot Magyarországnak!
- 2004. január: Fradidrukker EP
- 2005. február 18.: Boldogasszony Anyánk
- 2005. december 9.: Napom, Napom
- 2010. március 27.: Előre mind pesti srácok (vinyl)
- 2014. október: Csatában (digitális single)
- 2015. október: A hazáért (piros) EP
- 2016. április: Koronás címer a szíved felett (digitális single)
- 2016. október: A hazáért (fehér) EP
- 2018. december: Betyárballadák EP
- 2019. június: Tavaszi szél (digitális single)
- 2021. június: Fradidrukker EP (újrakiadás)
- 2022. október 22.: A hazáért (zöld) EP

### Megosztott albumok
- 2007. augusztus 1. Szövetség (a Független Adóval)
- 2011. Megy a boksz / Népharag (az Archívummal)

### Gyűjteményes lemezek
- 2007. december 21. A hazát semmiért
- 2013. december Jubileum
- 2016. Koronás címer a szíved felett
- 2017. Europe belongs to me
- 2020. június 5. Diktátum

### Válogatáslemezek
- 1997 – Punk Rock Makes The World Go Round
- 1999 – We will never die Vol.2.
- 2003 március 15. 100% magyar vol.1.
- 2006 – No One Like’s Us – We Don’t Care…
- 2009 – Összetartás-Kitartás
- 2009 április: Let the hammer fall Vol. 75.
- 2009 – Reményadók
- 2017 – Hunnia fia dupla DIGI CD
- 2018 március: Sziva 40 – születésnapi koncert
- 2018 szeptember: Egyek vagyunk – Ossian Tribute
- 2019 – Hammered 2019 Summer Hits
- 2020 – Kikalapálva – Kalapács Tribute

### Filmzenék
- 2004: Csillagösvény DVD filmzene
- 2006: Csillagösvény 2. – DVD filmzene
- 2015. május: Dübörög a nemzeti rock – filmzene

## Helyezések a magyar lemezeladási listán
| Év   | Album                                          | Legmagasabb helyezés                   |
| Év   | Album                                          | MAHASZ Top 40 album- és válogatáslemez |
| ---- | ---------------------------------------------- | -------------------------------------- |
| 2010 | Romantikus Erőszak Keménymag                   | 2                                      |
| 2012 | Romantikus Erőszak Mindörökké Magyarország     | 2                                      |
| 2013 | Romantikus Erőszak Jubileum                    | 21                                     |
| 2014 | Romantikus Erőszak Szabadság, szerelem         | 7                                      |
| 2015 | Romantikus Erőszak A hazáért I. (Piros)        | 2                                      |
| 2016 | Romantikus Erőszak A hazáért II. (Fehér)       | 3                                      |
| 2019 | Romantikus Erőszak Betyárballadák              | 6                                      |
| 2020 | Romantikus Erőszak Nemzeti Dal Ünnep           | 1                                      |
| 2022 | Romantikus Erőszak A hazáért III. (Zöld)       | 4                                      |
| 2022 | Romantikus Erőszak Itthon vagyunk (újrakiadás) | 7                                      |

## Érdekességek
Lemezeiken vagy élő fellépéseiken közreműködött már Schuster Lóránt és Sárvári Vilmos (P. Mobil), Mogyorósi László (Pannónia, Metro), Mentes Norbert és Gőbl Gábor (Moby Dick), Gidófalvy Attila (Beatrice, Karthago), ifj.Csoóri Sándor (Muzsikás együttes), Vedres Joe és Hirlemann Bertalan (Beatrice, Bikini), Sáfár József (P. Box), Weisz Kicsi (Kalapács, Zorall), Petrás János (Kárpátia) és Szendrey Zsolt Károly (Sex Action, Action, Zorall).
A zenekarról két dokumentumfilm készült: a Dübörög a nemzeti rock, amelyet 2007-ben több fővárosi moziban is bemutattak, illetve 2010-ben a 15 év nemzeti rock, a zenekar frontembere, Sziva Balázs azonos című könyve alapján. Két további dokumentumfilmhez (Csillagösvényen 1-2.), illetve a Hazajáró televíziós turisztikai magazinműsorhoz a dalaikat használták fel a készítők.
2007-ben elkészítették a Ferencváros jégkorongcsapatának indulóját, amely a hazai meccseken rendre elhangzik a Pesterzsébeti Jégcsarnokban.
A zenekar 2010-től, több idényen át a Budapest bajnokságban szereplő, Fradi szurkolókból álló amatőr focicsapat, a Ferencvárosi Futball Club hivatalos mezszponzora volt.
2021-ben lemezt készítettek a magyar válogatott szervezett szurkolótábora, a Carpathian Brigade közreműködésével.
Egy 2021-ben kiszivárgott lista szerint a Facebook saját tiltólistájára tette a zenekart, "gyűlölet" kategóriában. https://theintercept.com/document/2021/10/12/facebook-dangerous-individuals-and-organizations-list-reproduced-snapshot/ Archiválva 2021. október 12-i dátummal a Wayback Machine-ben (36. Oldal)

## Rockstrand
2014 nyarán létrehozták Rockstrand elnevezésű saját rockfesztiváljukat Velencén, a Velencei tó partján.

## Film
2024-ben zenés dokumentumfilmet is bemutattak az együttesről Hunnia fiai címen, ami interjúk, archív videófelvételek segítségével ismerteti az együttes harmincéves történetét.
A film szereplői:
- Sziva Balázs – énekes
- Mód Szabolcs (Kacsa) – gitáros
- Kovács Richárd – basszusgitáros
- Bese Botond – magyar dudás
- Kováts Balázs – dobos
- Talabér Péter (Tala) – gitáros
- Major Szabolcs (Kölyök) – dobos
- Reinitz Attila – road, sofőr, biztonsági ember